# Greater Underwater Propulsion Power Program
O Programa GUPPY (do inglês, Greater Underwater Propulsion Power Program) ou Programa de Ampliação da Força de Propulsão Submarina foi iniciado pela Marinha dos Estados Unidos após a Segunda Guerra Mundial para melhorar a velocidade submersa, manobrabilidade e a resistência dos seus submarinos. O "Y" na sigla foi adicionado para melhor pronunciabilidade.
A Marinha Norteamericana iniciou o programa por meio de testes e de Engenharia Reversa de dois submarinos alemães capturados do tipo XXI U-boat: U-2513 e U-3008. Essa análise levou a quatro resultados - o aumento da capacidade da bateria, racionalização da estrutura, adição de esnórqueis, e melhoria dos sistemas de controle de fogo. A Marinha Norteamericana imediatamente focou na criação de uma nova classe de submarinos, mas o Escritório de Navios acreditava que a vasta frota de navios da Classe Gato, Balao e Tench existentes poderia ser modificada para incorporar as melhorias desejadas. 
Em junho de 1946, o Chefe de Operações Navais aprovou o projeto GUPPY. O programa inicial de teste de dois barcos, implementado pelo Estaleiro Naval de Portsmouth, eventualmente cresceu em vários programas de conversão sucessivos. Essas atualizações levaram a sete variantes, na seguinte ordem: GUPPY I, GUPPY II, GUPPY IA, Fleet Snorkel, GUPPY IIA, GUPPY IB, e GUPPY III. Alguns outros barcos que passaram pela fase inicial foram novamente atualizados em uma fase posterior.

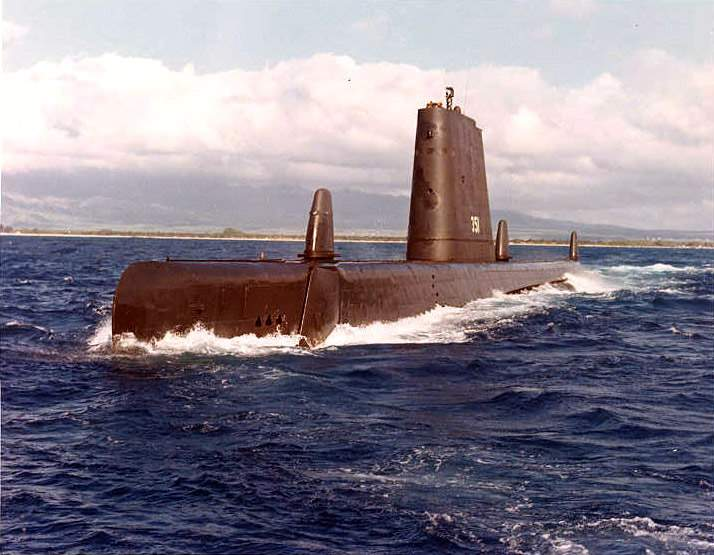
depois da modernização GUPPY III

## Marinha do Brasil
A Força de Submarinos da Marinha do Brasil comprou alguns submarinos após a Conversão GUPPY, usados a partir de 1973:
| Designação | Nome              | Nome de batismo    | Classe original | Fase GUPPY     | Comissionado em | Descomissionado em | Fonte(s)    |
| ---------- | ----------------- | ------------------ | --------------- | -------------- | --------------- | ------------------ | ----------- |
| S 10       | Guanabara         | Ex-USS Dogfish     | Balao           | GUPPY II       | 1972            | 1983               | [ 1 ] [ 2 ] |
| S 11       | Rio Grande do Sul | Ex-USS Grampus     | Tench           | GUPPY II       | 1972            | 1978               | [ 1 ] [ 2 ] |
| S 12       | Bahia             | Ex-USS Sea Leopard | Tench           | GUPPY II       | 1972            | 1993               | [ 1 ] [ 2 ] |
| S 13       | Rio de Janeiro    | Ex-USS Odax        | Tench           | GUPPY I        | 1972            | 1978               | [ 1 ] [ 2 ] |
| S 14       | Ceará             | Ex-USS Amberjack   | Tench           | GUPPY II       | 1973            | 1987               | [ 1 ] [ 2 ] |
| S 15       | Goiás             | Ex-USS Trumpetfish | Balao           | GUPPY II e III | 1973            | 1990               | [ 1 ] [ 2 ] |
| S 16       | Amazonas          | Ex-USS Greenfish   | Balao           | GUPPY III      | 1973            | 1992               | [ 1 ] [ 2 ] |